# DECT

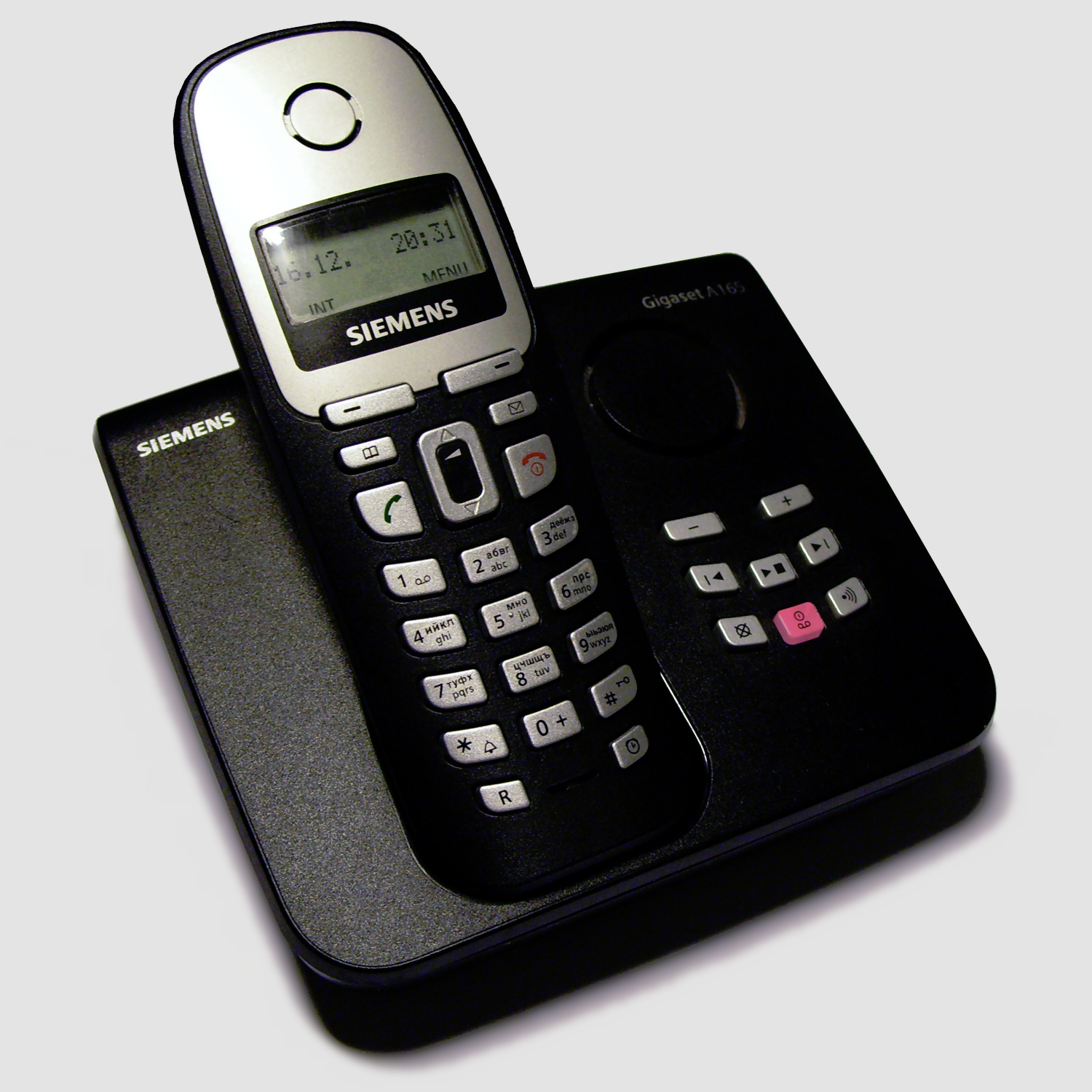
Siemens Gigaset A165

DECT（デクト、英語: Digital Enhanced Cordless Telecommunications、デジタル強化無線電気通信）とは、欧州電気通信標準化機構（英語: European Telecommunications Standards Institute：ETSI）が1988年に策定したデジタルコードレス電話規格である。

## 概要
規格はデジタルコードレス電話向けに開発されたが、IMT-2000の要求事項をも満たすため、国際的には携帯電話の技術的条件の一種である (IMT-FT)。
欧州・オーストラリア・南米・アジア諸国で使用されている。
日本では、2010年（平成22年）10月26日に総務省令のデジタルコードレス電話の無線局の技術基準が改正され、技術的条件の告示が制定された。また、2011年（平成23年）3月に電波産業会 (ARIB) も標準規格を策定した。技術的要件の文脈で、3G相当である事から日本向けDECTを「広帯域デジタルコードレス電話」と呼ぶ事もある（2G相当の自営PHSは「狭帯域デジタルコードレス電話」）。
無線LAN (Wi-Fi) 使用周波数である2.4GHz帯（ISMバンド）と被らないため、混信の影響が少ない特徴を持つ。

## 用途
- 家庭用デジタルコードレス電話として固定電話に接続。
- ホームセキュリティ関連機器と電話機との連携。
- 事業所向けの内線電話に多数の自営基地局を設置して使用。
- 屋外で電気通信事業者の基地局と接続し、移動体通信として利用。
- 需要の少ない地域においての公衆交換電話網の代替。
- GSMとのデュアルモード端末による国際ローミング。
- いくつかの無線チャネルを束ねて無線アクセスに利用。

## 次世代DECT
次世代DECTとも呼ばれるCAT-iq (Cordless Advanced Technology - internet and quality) は、自営通信（家庭、事業所など）向けに高品質音声 (VoIP) やインターネットとの接続性を提供する。ブロードバンド回線に接続されたホームゲートウェイ等を親機とする。これまでコードレス電話市場にて培われた低コスト性、低消費電力性からセンサーネットワークに向けた仕様の制定も進行している。
アプリケーションは音声ストリーミングや内線通話、ビデオ会議など、無線LANが苦手としていた分野を想定しており、既に普及しているPCやゲーム機等の無線LANによる通信の置き換えを狙ったものではない。IPベースのホームゲートウェイをベースとしてFixed Mobile Convergenceの一種とも捉えられている。また、日本国内においてはNext Generation Networkとの絡みもある。
IoT向けにはDECT ULE (Ultra Low Energy) という規格も策定されている。

## 日本国内仕様
総務省令・告示にDECT方式の技術基準・技術的条件（後述）があることは、外国仕様のDECT方式のコードレス電話が日本国内で使用できることを意味するものではない。日本国内では、技術基準適合証明と技術基準適合認定の両者が認証された技適マークを表示した製品を使用しなければならない。なお、日本で許可された周波数帯は1893.5MHz - 1906.1MHz間の5波である。
これに関連して、2012年（平成24年）2月14日、日本でのDECT普及促進のため、DECTフォーラム内に、その会員となっている日本企業7社（サジェムコム、ダイアログ・セミコンダクター、日本DSPグループ、日本電気、パナソニック システムネットワークス、ユニデン、ランティック ジャパン）からなるジャパンワーキンググループが設立された。その活動としては、例えば、一般消費者が小売店でDECT方式の製品を見たときに、容易にそれが判別できるような統一ロゴマークの制定と普及を進めていくことになっている。ただし、DECTロゴがあるからと言ってWi-FiやPHSのように他社製品との相互接続性があるわけではなく、原則として自社のDECT方式対応機器相互のみの接続に限られる。
- 製品例
  - DECT3080/DECT3280/DECT3288シリーズ（ユニデン）
  - VE-GDシリーズ（パナソニック）
  - JD-V35/G30シリーズ（シャープ）

## 日本のDECTの技術的条件
- 周波数帯：1.9GHz (1880MHz - 1978MHz・2010MHz - 2025MHz)
- 通信方式：TDD-TDMA・自律分散型マルチチャネルアクセス無線
- 搬送波：間隔 1782kHz・伝送速度 1152kb/s・多重化チャネル数 12
- 変調方式：GMSK
- 音声符号化方式：32kb/s ADPCM (G.726)
- データ通信：回線交換・パケット通信（ISDNと共通のHDLCを元にしたLAPC）
- セル半径：25 - 100m
- トラフィック密度：10000アーラン/km2